# Gépipari tűrések
Egyazon dokumentáció (alkatrészrajz) alapján gyártott gépalkatrészek általában nem egyeznek meg a rajzon megadott névleges alakkal és mérettel, hanem attól kisebb-nagyobb mértékben eltérnek. Az eltérések megengedett mértékét a gépipari tűrések írják elő. Az eltéréseket többek között a gyártó berendezések pontatlanságai, az anyagminőségben tapasztalható eltérések, a szerszámok kopása, a gyártás során mérhető hőmérséklet ingadozása, a munkás ügyessége befolyásolja. A megengedhető tűrések gondos megtervezése és az előállítás során történő betartása feltétele a csereszabatos alkatrészek gyártásának, ezen keresztül a tömegtermelésnek.

## Méretalak

Alapfogalmak jelölése

A mérettűrés az a méretszórás, mely gyártási és működési szempontból egyaránt megengedhető. Tűréstechnikai fogalmak:
- Valóságos méret egy egyedi munkadarab befejezett megmunkálása után méréssel megállapított méret.
- Névleges méret a műszaki dokumentációban tűrések nélkül szereplő méret.
- Alapméret az az elméleti méret, melyre a tűrések vonatkoznak. Általában (szabványos tűrések esetén mindig) megegyezik a névleges mérettel.
- Határméret a még megengedett legnagyobb (felső határméret) és legkisebb (alsó határméret) méret.
- Közepes méret a felső és alsó határméret számtani közepe. A műszaki számításokat erre a méretre végzik el.
- Tűrésezett méret alsó és felső határmérete is meghatározott. Szokásos megadása a névleges méret és az attól való eltérések:

{\displaystyle ~\varnothing 30_{-0,11}^{+0,31},\ ~60^{\circ }\pm 3'} ;
Az első példánál a felső határméret(FH) {\displaystyle ~30,31};
az alsó határméret(AH) {\displaystyle ~29,89}.
Meg lehet adni a tűrést szabványos jelöléssel:
{\displaystyle ~45h7} ;
Itt a felső határméret {\displaystyle ~45},
az alsó határméret pedig {\displaystyle ~44,975}, a kis "h" betű külső méretet az utána szereplő "7" számjegy pedig az IT07 tűrésmezőt jelöli.
- Valóságos eltérés a valóságos méret és az alapméret különbsége.
- Határeltérés a határméret és az alapméret különbsége.
- Alapeltérés szabványos tűrések felső és alsó határeltérése közül a kisebb abszolút értékű
- Legnagyobb eltérés a felső és alsó határeltérés közül a nagyobb abszolút értékű.

## Szabványos mérettűrések

ISO szabványos alapeltérések csapokra

Nem szabványos tűrések használata esetén a munkadarab valóságos méretének ellenőrzése pontos hosszméréssel (például mikrométerrel) történik, ami lassú és nagy szakértelmet kívánó művelet. Szabványos tűrések esetén nem szükséges a valóságos méret meghatározása, elegendő azt megállapítani, hogy a vizsgált méret az alsó határméretnél nagyobb és a felső határméretnél kisebb-e. Erre pedig az idomszerek alkalmasak, ezek segítségével a minősítés gyorsan, egyszerűen és megbízhatóan elvégezhető. Külső méret ellenőrzésére szolgáló idomszer kétoldalt villás kialakítású műszer, melynek egyik oldala (az alsó határméretre készített) a nem megy oldal, a másik villa belső mérete pedig a megy oldal, ennek mérete megegyezik a felső határmérettel. Belső méret idomszerénél a helyzet fordított. Mivel az idomszerek megkívánt pontosságuk miatt költséges eszközök, ezért célszerű szabványos tűréseket használni, melyekre kész idomszerek szerezhetők be a kereskedelemben.
Különböző országokban más és más méretszabványok alakultak ki, ma Európában a nemzetközi ISO szabvány szerinti tűréseket használják. A szabványos tűrést a tűrés nagysága és az alapeltérés határozza meg. Egyik érték sem változik folytonosan: a méreteket szakaszokra osztották, egy-egy szakaszon belül az alapeltérések azonosak. A különböző alapeltéréseket betűjellel látták el: a külső ("csap") méretek jelei kisbetűk, a belső ("furat") méretek alapeltéréseit nagybetűkkel látták el. A tűrés nagysága a névleges méreten kívül a tűrésminőségtől függ. A tűrésminőséget IT01-IT18-ig 20 csoportra osztják.
Az ISO szabvány szerinti tűrésmegadás tehát a névleges méretből, az alapeltérés betűjeléből és a tűrésminőségből áll, például:
{\displaystyle ~100f8} külső méretet jelent,
{\displaystyle ~100H7} belső méretet.

### ISO 286 szabvány szerinti tűrések
Az ISO 286 szabvány szerinti tűrések nagysága ezredmilliméterben (μm) 500 mm névleges méretig. (1000/500)
| Névleges méret | Tűrésnagyság | Tűrésnagyság | Tűrésnagyság | Tűrésnagyság | Tűrésnagyság | Tűrésnagyság | Tűrésnagyság | Tűrésnagyság | Tűrésnagyság | Tűrésnagyság | Tűrésnagyság | Tűrésnagyság | Tűrésnagyság | Tűrésnagyság | Tűrésnagyság | Tűrésnagyság | Tűrésnagyság | Tűrésnagyság | Tűrésnagyság | Tűrésnagyság |
| Névleges méret | IT01         | IT0          | IT1          | IT2          | IT3          | IT4          | IT5          | IT6          | IT7          | IT8          | IT9          | IT10         | IT11         | IT12         | IT13         | IT14         | IT15         | IT16         | IT17         | IT18         |
| -------------- | ------------ | ------------ | ------------ | ------------ | ------------ | ------------ | ------------ | ------------ | ------------ | ------------ | ------------ | ------------ | ------------ | ------------ | ------------ | ------------ | ------------ | ------------ | ------------ | ------------ |
| ≤ 3            | 0,3          | 0,5          | 0,8          | 1,2          | 2            | 3            | 4            | 6            | 10           | 14           | 25           | 40           | 60           | 100          | 140          | 250          | 400          | 600          | 1000         | 1400         |
| <3≤ 6          | 0,4          | 0,6          | 1            | 1,5          | 2,5          | 4            | 5            | 8            | 12           | 18           | 30           | 48           | 75           | 120          | 180          | 300          | 480          | 750          | 1200         | 1800         |
| <6≤ 10         | 0,4          | 0,6          | 1            | 1,5          | 2,5          | 4            | 6            | 9            | 15           | 22           | 36           | 58           | 90           | 150          | 220          | 360          | 580          | 900          | 1500         | 2200         |
| <10≤ 18        | 0,5          | 0,8          | 1,2          | 2            | 3            | 5            | 8            | 11           | 18           | 27           | 43           | 70           | 110          | 180          | 270          | 430          | 700          | 1100         | 1800         | 2700         |
| <18≤ 30        | 0,6          | 1            | 1,5          | 2,5          | 4            | 6            | 9            | 13           | 21           | 33           | 52           | 84           | 130          | 210          | 330          | 520          | 840          | 1300         | 2100         | 3300         |
| <30≤ 50        | 0,6          | 1            | 1,5          | 2,5          | 4            | 7            | 11           | 16           | 25           | 39           | 62           | 100          | 160          | 250          | 390          | 620          | 1000         | 1600         | 2500         | 3900         |
| <50≤ 80        | 0,8          | 1,2          | 2            | 3            | 5            | 8            | 13           | 19           | 30           | 46           | 74           | 120          | 190          | 300          | 460          | 740          | 1200         | 1900         | 3000         | 4600         |
| <80≤ 120       | 1            | 1,5          | 2,5          | 4            | 6            | 10           | 15           | 22           | 35           | 54           | 87           | 140          | 220          | 350          | 540          | 870          | 1400         | 2200         | 3500         | 5400         |
| <120≤ 180      | 1,2          | 2            | 3,5          | 5            | 8            | 12           | 18           | 25           | 40           | 63           | 100          | 160          | 250          | 400          | 630          | 1000         | 1600         | 2500         | 4000         | 6300         |
| <180≤ 250      | 2            | 3            | 4,5          | 7            | 10           | 14           | 20           | 29           | 46           | 72           | 115          | 185          | 290          | 460          | 720          | 1150         | 1850         | 2900         | 4600         | 7200         |
| <250≤ 315      | 2,5          | 4            | 6            | 8            | 12           | 16           | 23           | 32           | 52           | 81           | 130          | 210          | 320          | 520          | 810          | 1300         | 2100         | 3200         | 5200         | 8100         |
| <315≤ 400      | 3            | 5            | 7            | 9            | 13           | 18           | 25           | 36           | 57           | 89           | 140          | 230          | 360          | 570          | 890          | 1400         | 2300         | 3600         | 5700         | 8900         |
| <400≤ 500      | 4            | 6            | 8            | 10           | 15           | 20           | 27           | 40           | 63           | 97           | 155          | 250          | 400          | 630          | 970          | 1550         | 2500         | 4000         | 6300         | 9700         |

Azok a méretek, melyekre a műszaki dokumentációban, rajzon nincs külön tűrés megadva, szintén nem lehetnek akármekkorák. A tűrésezetlen méretek tűréseit szintén nemzetközi szabványok írják elő.

## Alak és helyzettűrések
A gépalkatrészek csereszabatosságának biztosításához nem elegendő a mérettűrések pontos betartása, szükséges, hogy azok alakja és a munkadarabot felépítő egyes építőelemek (például henger, kúp, gömb, sík) egymáshoz viszonyított helyzete is kellő pontossággal legyen legyártva. Ehhez a műszaki rajzokon az ISO 1101 szerinti alak- és helyzettűréseket is meg kell adni. Ezeknek természetesen ugyanúgy alkalmazkodni kell a működési követelményekhez és a technológiai lehetőségekhez.
| Tűréscsoport                    | Tűrés fajta                                                       | Rajzjel |
| ------------------------------- | ----------------------------------------------------------------- | ------- |
| Alaktűrések                     | Egyenesség tűrése                                                 |         |
| Alaktűrések                     | Síklapúság tűrése                                                 |         |
| Alaktűrések                     | Köralaktűrés                                                      |         |
| Alaktűrések                     | Hengeresség tűrése                                                |         |
| Alaktűrések                     | A hossz-szelvény profiltűrése                                     |         |
| Helyzettűrések                  | Párhuzamosság tűrése                                              |         |
| Helyzettűrések                  | Merőlegesség tűrése                                               |         |
| Helyzettűrések                  | Hajlásszög tűrése                                                 |         |
| Helyzettűrések                  | Egytengelyűség tűrése                                             |         |
| Helyzettűrések                  | Szimmetrikusság tűrése                                            |         |
| Helyzettűrések                  | Pozíciótűrés                                                      |         |
| Helyzettűrések                  | Tengelymetsződés tűrése                                           |         |
| Összetett alak- és helyzettűrés | Radiális ütés tűrése, homlokütés tűrése, adott irányú ütés tűrése |         |
| Összetett alak- és helyzettűrés | A teljes homlokütés tűrése                                        |         |
| Összetett alak- és helyzettűrés | Adott profil alaktűrése                                           |         |
| Összetett alak- és helyzettűrés | Adott felület alaktűrése                                          |         |

## Külső hivatkozások
- Kislexikon [Tiltott forrás?]
- Andó Mátyás: Alkatrészek tűrése
- Gördülőcsapágyak tűrései